# Hinrichshagen (Müritz)
Hinrichshagen foi um município da Alemanha localizado no distrito de Müritz, estado de Mecklemburgo-Pomerânia Ocidental. Desde 1 de janeiro de 2012, faz parte do município de Peenehagen.